# Cornel Cimpan
Cornel Andrew Cimpan (* 1971) ist ein professioneller US-amerikanischer Pokerspieler. Er ist zweifacher Titelträger der World Poker Tour.

## Persönliches
Cimpan wuchs in Rumänien auf. Vor seiner Pokerkarriere arbeitete er im Verkauf. Cimpan ist verheiratet, hat zwei Kinder und lebt in Sacramento.

## Pokerkarriere
Cimpan lernte das Pokerspielen als Kind in Rumänien. Seine erste Geldplatzierung bei einem Live-Turnier erzielte er Mitte Januar 2004 in Tunica im US-Bundesstaat Mississippi. Mitte September 2006 kam Cimpan erstmals beim Main Event der World Poker Tour (WPT) in die Geldränge und belegte in Atlantic City den mit rund 13.000 US-Dollar dotierten 51. Platz. Im Hotel Bellagio am Las Vegas Strip belegte er im Oktober 2006 bei einem Turnier des Festa Al Lago den zweiten Platz und erhielt über 80.000 US-Dollar. Ende Februar 2009 setzte sich der Amerikaner beim WPT-Main-Event in Los Angeles durch und sicherte sich sein bisher höchstes Preisgeld von knapp 1,7 Millionen US-Dollar. Im Juni 2009 war er erstmals bei der World Series of Poker (WSOP) im Rio All-Suite Hotel and Casino am Las Vegas Strip erfolgreich und erreichte bei einem Turnier mit gemischten Varianten aus Pot Limit Hold’em und Pot Limit Omaha den Finaltisch, den er auf dem mit knapp 70.000 US-Dollar dotierten vierten Rang beendete. Anschließend kam Cimpan auch beim Main Event der Turnierserie auf die bezahlten Plätze. Beim Main Event der European Poker Tour in Barcelona wurde er im September 2009 Zehnter und erhielt 50.000 Euro. Anfang November 2009 gewann er das Main Event der WPT in Mashantucket und sicherte sich eine Siegprämie von mehr als 900.000 US-Dollar sowie seinen zweiten WPT-Titel. Seitdem erzielte der Amerikaner seltener größere Turniererfolge. Bei der WSOP 2015 saß er an einem Finaltisch und belegte den fünften Platz, der mit über 110.000 US-Dollar bezahlt wurde.
Insgesamt hat sich Cimpan mit Poker bei Live-Turnieren knapp 4 Millionen US-Dollar erspielt.